# Jensenia florschuetzii
Jensenia florschuetzii là một loài rêu trong họ Pallaviciniaceae. Loài này được Gronde mô tả khoa học đầu tiên năm 1980.